# Melitaea paula
Melitaea paula är en fjärilsart som beskrevs av Obraztsov 1936. Melitaea paula ingår i släktet Melitaea och familjen praktfjärilar. Inga underarter finns listade i Catalogue of Life.